# Cenococcum graniforme
Cenococcum graniforme är en svampart som först beskrevs av James Sowerby, och fick sitt nu gällande namn av Ferd. & Winge 1925. Cenococcum graniforme ingår i släktet Cenococcum, klassen Dothideomycetes, divisionen sporsäcksvampar och riket svampar.   Inga underarter finns listade i Catalogue of Life.